# Двухполосый рагий
Двухполосый рагий (лат. Rhagium bifasciatum) — жук из семейства усачей и подсемейства Усачики.

## Описание
Жук достигающий до 22 мм в длину.

## Распространение
Ареал вида: Европа, Турция и Кавказ. Однако, этот вид отсутствует на дальнем западе Европы и на островах прилежащих к этой границе, например, Мальта..

## Экология и местообитания
Как и другие представители семейства усачей этот вид откладывает яйца в мёртвой древесине, в основном в хвойные деревья..

## Галерея
- Иллюстрация